# Klipka žebrovaná
Klipka žebrovaná (Chaetodon austriacus) je endemický druh malé útesové ryby z čeledi klipkovitých. Jejím domovem je pouze Rudé moře, kde žije na korálových útesech. Tato ryba, dorůstající do velikosti okolo 14 cm, se vyskytuje většinou v párech, ojediněle jednotlivě. Živí se korálovými polypy, které vykusuje.